# Investigation Discovery (Canadá)
Investigation Discovery es un servicio discrecional canadiense propiedad de Bell Media. Basado en la red de cable de EE. UU. del mismo nombre, el canal se centra principalmente en la programación de delitos reales.
El lanzamiento originalmente como una versión canadiense de Court TV, que fue relanzado el 30 de agosto de 2010, bajo su marca actual como parte de un acuerdo de licencia con Discovery Inc. Investigation Discovery es uno de los dos canales de marca en los que Discovery no posee una participación minoritaria; Oprah Winfrey Network de Corus Entertainment es la otra.

## Historia

### Como CourtTV Canada
En noviembre de 2000, Learning and Skills Television of Alberta, una empresa propiedad mayoritaria de CHUM Limited (60%) y propietaria de Access, recibió permiso de la Comisión canadiense de radiodifusión y telecomunicaciones (CRTC) para lanzar un canal de televisión llamado "The Law & Order Channel ", descrito como" un servicio nacional de televisión especializado de categoría 2 en inglés que presentará programación de entretenimiento sobre la policía, la ley, los tribunales, los equipos de respuesta médica y de emergencia, las operaciones de socorro y desastres con personas y organizaciones que respetan la ley y orden en nuestra sociedad".
El canal se lanzó el 7 de septiembre de 2001 como Court TV Canada. El canal reemplazó el servicio American Court TV, que estaba disponible en muchos proveedores de servicios de televisión en todo Canadá como un servicio extranjero elegible.

Logo de Court TV Canada desde 2005 hasta el 29 de agosto de 2010.

El 15 de febrero de 2005, CHUM completó la compra de la participación restante en LSTA, llevando su propiedad al 100%. Un año después, en julio de 2006, Bell Globemedia (más tarde rebautizada como CTVglobemedia) anunció que compraría CHUM por un estimado de CAD $ 1.7 mil millones, incluida en la venta LSTA y su participación en CourtTV Canada. La venta fue aprobada por la CRTC en junio de 2007, y la transacción se completó el 22 de junio de 2007. En 2008, LSTA (entonces conocido como Access Media Group) se disolvió en CTV Limited (el renombrado CHUM Limited).

### Como Investigation Discovery
El CourtTV original fue relanzado como TruTV en 2008, aunque la versión canadiense continuó usando la marca CourtTV. El 30 de agosto de 2010, CourtTV Canada se relanzó como una versión canadiense de Investigation Discovery, un canal con un formato similar, como parte de un acuerdo de licencia más amplio entre CTV y Discovery.
El 10 de septiembre de 2010, Bell Canada (un accionista minoritario de CTVglobemedia) anunció que planeaba adquirir una participación del 100% en CTVglobemedia por un costo total de transacción de deuda y capital de CAD $ 3,2 mil millones. El acuerdo fue aprobado por la CRTC el 7 de marzo de 2011, y se finalizó el 1 de abril de ese año, en el que CTVglobemedia pasó a llamarse Bell Media.

El 17 de junio de 2011, Bell Media anunció planes para lanzar una transmisión simultánea de alta definición de Investigation Discovery HD para fin de año. La transmisión HD se lanzó el 15 de diciembre de 2011 en Bell Fibe TV y más tarde en Telus Optik TV; Posteriormente, la transmisión HD comenzó a transmitirse en Bell Satellite TV el 13 de diciembre de 2012. La transmisión HD se agregó a la línea de Shaw Direct el 16 de octubre de 2018.

## Programación
Investigation Discovery transmite una variedad de programas de drama, documentales y programas de entrevistas, así como programas que se enfocan en la policía y la seguridad, investigaciones forenses, crimen y justicia, y otros temas relacionados.